# Асан Халієв
Асан Саліджарович Халієв (крим. Asan Khaliev; рос. Асан Салиджарович Халиев; 15 січня 1915 — 1 вересня 1997) — результативний снайпер радянської морської піхоти, який особисто знищив щонайменше 242 німців. Його кандидатуру подали на звання Героя Радянського Союзу, але замість цього він отримав орден Червоного Прапора.

## Життєпис
Халієв народився 15 січня 1915 року в кримськотатарській родині в Євпаторії. Був призваний до лав Червоної Армії 1941 року Євпаторійським міським військкоматом Кримської АРСР. Будучи солдатом 83-ї окремої Червонопрапорної стрілецької бригади морської піхоти, з перших днів війни він воював на передовій проти німців, які вторглися в СРСР. Він брав участь в обороні Севастополя, де відкрив свій снайперський рахунок. Асан брав участь у боях за Кавказ, воював у районах поблизу Єревана, Шапсугською та на висоті 614,4 у селі Садове, де, як снайпер, знищив 210 німців. Потім він знищив ще 32 німецьких солдата під час Новоросійської битви, довівши свій рахунок до 242 вбивств. Під час битви за Малу Землю він повів свій взвод в атаку на групу німецьких автоматників, що прорвалася в тил радянських військ після того, як його командир взводу не зміг зупинити атаку; в цьому бою він був поранений.
Він також допомагав іншим солдатам опанувати свою снайперську справу, навчивши 15 інших снайперів. Фотографія, на якій він позує зі снайперською гвинтівкою, зроблена під час Кубанської битви, була опублікована у «Фотогазеті Військово-морського флоту Радянського Союзу» у номері 9 за 1943 рік.
Його начальство дійшло висновку, що він гідний звання Героя Радянського Союзу і 26 червня 1943 року було подано подання на присвоєння цього звання. Подання спочатку підписав його командир Олексій Абрамов, а потім генерал Микола Шварєв. Потім подання підтримали та схвалили генерали Костянтин Леселідзе та Семен Колонін. Однак генерали Іван Петров і Євген Фоміних його не підписали. Оскільки інші генерали не підписали нагороду, подання було надіслано на Північно-Кавказький фронт, який нагородив його орденом Червоного Прапора.
Його остаточний бойовий рахунок невідомий. Через важке поранення, отримане 24 квітня 1943 року, він був госпіталізований і тривалий час перебував далеко від фронту, а в грудні 1944 року був демобілізований. Помер 1 вересня 1997 року.

## Нагороди
- Орден Червоного Прапора (10 липня 1943 р.)[5]
- Орден Вітчизняної війни 1-го ступеня (1985)[c]
- Орден Червоної Зірки (30 березня 1943 р.)[10]
- Медаль «За оборону Кавказу» (11 червня 1946 р.)[11]
- Медаль «За оборону Севастополя» (25 липня 1943 р.)[12]
- Медаль «За оборону Одеси» (25 серпня 1943 р.)[13]
- Медаль «За перемогу над Німеччиною у Великій Вітчизняній війні 1941—1945 рр.» (2 вересня 1945 р.)[14]

## Виноски
1. ↑  Написання його по батькові значно відрізняється в різних нагородних листах, включаючи Саліджанович, Саліжарович, Силібжанович, Силібанович і Селібжанович. Деякі відмінності в написанні, ймовірно, є наслідком того, що клавіші «н» (п) і «р» (р) знаходяться поруч на російській клавіатурі.[1]
2. ↑  Звання Героя Радянського Союзу могло бути присвоєно лише указом Президії Верховної Ради.
3. ↑  11 березня 1985 року Верховна Рада постановила, що всі живі фронтовики будуть нагороджені орденом Вітчизняної війни 1-го ступеня.[8] Нагороди були вручені окремим особам пізніше, у випадку з Халієвим вона була вручена йому 5 листопада 1985 року.[9]